# Simone Prouvé
Pour les articles homonymes, voir Prouvé.
Simone Prouvé, née le 29 septembre 1931 à Nancy et morte le 20 septembre 2024 à Nogent-sur-Marne, est une artiste tisserande française.
Elle crée des œuvres abstraites pour l'architecture ou l'ameublement, d'abord avec les matières traditionnelles, puis avec des matières innovantes comme des fils en inox ou de la fibre de verre.

## Biographie
Simone Prouvé est née à Nancy en 1931 dans une famille d'artistes. Son père, Jean Prouvé, est ingénieur, industriel, architecte et designer, et son grand-père est le peintre et sculpteur Victor Prouvé, qui fut, avec Émile Gallé, un des initiateurs du mouvement de l'École de Nancy, fer de lance de l'Art nouveau en France.

## Formation
Depuis le plus jeune âge, Simone Prouvé coud, tricote, est dans son élément avec le fil, plus qu'à l'école où, enfant dyslexique, elle rencontre des difficultés.
En 1949, soutenue par ses parents, elle quitte Nancy pour apprendre à tisser à Paris et suivre un stage chez Mme Micheline Pingusson, épouse de Georges-Henri Pingusson, architecte et ami de son père. Son père, Jean Prouvé, lui fait réaliser son premier métier à tisser.
En 1953, elle se rend en Suède pour se former auprès d'Alice Lund, puis en Finlande dans l'atelier de Dora Jung.
De retour à Paris, elle découvre Modulor, notion architecturale illustrée par une silhouette humaine, créée par Le Corbusier. Pour s'amuser, elle tisse une écharpe Modulor constituée de deux bandes, l'une rouge et l'autre bleue, comprenant, à l'échelle, les graduations des séries rouges et des séries bleues. L'écharpe parvient à Le Corbusier qui la remercie et inclut sa création dans le Modulor II publié en 1955.

## Carrière artistique
Simone Prouvé réalise essentiellement des textiles d'ameublement et des textiles pour l'architecture. Elle aime beaucoup travailler avec des architectes et de préférence dès le début des projets. Elle a collaboré avec un grand nombre d'entre eux.
Les tapisseries de Simone Prouvé sont de larges panneaux qui peuvent être des revêtements muraux, des cloisons ou des stores. Travaillées sur des métiers traditionnels, ces œuvres intègrent de la fibre optique ou de la couleur pour offrir des cosmogonies imaginaires qui, subtilement superposées à la forme architecturale, transforment en filigrane son paysage. Ces panneaux, parfois entièrement constitués de fils inox, sont montés sur des châssis métalliques ou enroulés autour d’un axe pour se dérouler comme un store. Lorsqu’ils sont placés devant une fenêtre, le paysage qui transparaît fait partie intégrante de la création.
Elle tisse elle-même, dans son atelier, ses tapisseries qui peuvent faire jusqu'à près de 4 mètres de largeur.
En 1954-1955, elle commence sa collaboration avec l'architecte et designer Charlotte Perriand. Leur collaboration durera de nombreuses années et donnera, entre autres deux banquettes devenues célèbres, celle de 1950 et la banquette Tokyo de 1954. Ces banquettes qui se vendaient mal à l'époque, connurent le succès par la suite.
À partir de 1956, Simone Prouvé démarre la production de tissus pour banquettes en lin. Les banquettes sont exposées à la galerie Steph Simon à Paris. Elle tisse essentiellement avec des couleurs écrus, gris, beiges, verts olive et noirs. Elle s'occupe également du tissu des banquettes de Charlotte Perriand pour le musée d'Art moderne de Paris.
Elle tisse en 1959 sa première grande tapisserie à la demande de l'architecte Joseph Belmont pour l'église du Sacré-Cœur de Bonnecousse de Mazamet. La tapisserie, réalisée selon un carton de Philippe S. Hadengue, représente la Création et est suspendue dans le chœur, derrière l'autel. Elle tisse également le vêtement de la Vierge à l'Enfant, une œuvre en plomb sculptée par Monique David Belmont.
Simone Prouvé rencontre son partenaire, André Schlosser, avec qui elle collaborera de 1963 à 1989. Schlosser dessine les cartons pour les tapisseries, parfois de très petits dessins, qu'elle réalise ensuite. Elle interprète librement ces dessins, à contre courant des principes de la tapisserie d'Aubusson qui exige une reproduction exacte du carton.
À partir des années 1970, le couple se lance dans la réalisation de tapisseries monumentales, des ouvrages atteignant de 20 à 250 m2, voir plus.
Au cours de la décennie suivante, les commandes de réalisations pour l'architecture augmentent et c'est ainsi qu'une trentaine de commandes sont réalisées jusqu'en 1989, comme une commande de l'architecte japonaise Reiko Hayama pour un club de golf en France,.
Elle fut la première femme à tisser avec des fibres thermostables comme l'inox et le métal, dans les années 1990. Pour elle, le tissage est un moyen d'expression libre. Simone Prouvé tire son inspiration du paysage mais aussi des particularités des lieux désaffectés. Son utilisation des tonalités de gris donne un aspect neutre à ses œuvres. Elle ne recherche pas à représenter des choses du réel. L'absence d'éléments figuratifs rend son art abstrait.
C'est avec une commande pour un établissement bancaire à Reims qui exige des matériaux ignifugés que Simone Prouvé commence à travailler sur les fils résistants au feu. Les fils de coton résistant mal aux traitements d'ignifugation, elle explore d'autres pistes et commence à utiliser des matériaux industriels, tels des fibres de verre, d’inox souple et raide, de polyéthylène, de polypropylène, le Clevyl, le Kevlar et même le cuivre à partir de 2002,. Ces matériaux vont devenir sa marque de fabrique, et elle participe parfois à leur mise au point avec les industriels.
Lors de la restauration de la galerie Myslbek à Prague, plusieurs œuvres d'art sont demandées. L'architecte Claude Parent commande une tapisserie à Simone Prouvé. Lui-même dessine, pour le hall d'entrée, de grands carreaux en biais dont Simone Prouvé s'inspire. Elle réalise trois tapisseries carrées en inox de 3,60 m de côté,.
Elle collabore encore à la création d'une extension au musée Bourdelle à Paris (1989-1992), réalisée par Christian de Portzamparc, au nouveau musée Matisse du Cateau-Cambrésis, réalisé par les architectes nancéiens Emmanuelle et Laurent Beaudouin et le musée d'Art moderne André-Malraux du Havre auquel avait participé son père Jean Prouvé dans les années 1960.
En 1996, le Fonds national d'art contemporain (FNAC), acquiert un de ses  panneaux,.
En 2021, le musée national d'Art moderne à Paris acquiert un ensemble de pièces de Simone Prouvé qui rejoignent ainsi les collections. Présenté au public dès la réouverture du 19 mai 2021, dans une salle spéciale (salle 12) au niveau 4 du musée, cet ensemble est composé de huit pièces majeures, des premiers tissages réalisés en 1954 à son retour de Scandinavie aux grands panneaux tissés de fils non feu qui ont fait sa renommée dans l’univers du design et de l’architecture. Afin de mieux appréhender les recherches entreprises par l’artiste, une vitrine rassemble quelques cahiers de teinture et d’échantillons de matériaux, ainsi que des études de tissages avec différents fils d’inox et de cuivre. Enfin, une sélection de photographies de Simone Prouvé vient compléter l’accrochage,.
En 2022, le Fonds d’art contemporain – Paris Collections fait l’acquisition d’une pièce de Simone Prouvé destinée à intégrer sa collection,.
Simone Prouvé - Tisser la lumière, la première monographie sur Simone Prouvé écrite par Muriel Seidel, sort en librairie le 5 mai 2023.
En juillet 2023, les trois œuvres réalisées en 2002 comme pièces architecturales pour le musée Matisse sont inscrites à l’inventaire réglementaire des collections des musées de France.
Simone Prouvé meurt le 20 septembre 2024 à Nogent-sur-Marne.

## Expositions
- 1956 : Tissages, Nancy, magasin Prévert et Club des arts.
- 1958 : Tentures, tapis, métrages, Nancy, galerie Art fonctionnel.
- 1995 : exposition de panneaux non feu, Paris, galerie Meubles et Fonctions ;
- 1998 :
  - 1997-1998 logement social : pour mieux vivre ensemble, Paris La Défense, Centre français d’électricité ;
  - Show-room GKD, Île-de-France.
- 2001 :
  - L’art et vous, l’architecture et vous, … , avec Pascale Lion, Lyon, architecte Iwan Ponsonnet ;
  - Panneaux inox et verre M0, Paris, galerie Meubles et Fonctions.
- 2012 : L’art et la matière, exposition collective, Saint-Amand-en-Puisaye.
- 2013 : exposition collective, Paris, galerie Collection Arts de France.
- 2014 : Au fil du temps, Simone Prouvé, tissage à la main et Hervé Saint Hélier, photographe, Paris, Espace Beaurepaire[8].
- 2014-2016 : Livres et art en Guern, exposition collective, Guern, Passage d’encres, moulin de Quilio[28].
- 2015 :
  - Textile- Art et Bois-Textile XIVe – XXIe siècle, expositions-vente, Paris, salle des ventes Piasa[29],[30] ;
  - Des livres en Guern, Passage d'encres, Guern[31].
- 2017 : Simone Prouvé, Tissages, Paris, Galerie Mercier & Associés[32].
- 2018 : Exposition de panneaux, Pantin, Biennale Émergences.
- 2020 : Exposition de panneaux, Pantin, Biennale Émergences.
- 2021-2023 : Collection permanente, Paris, Musée national d'Art moderne - Centre Pompidou, salle 12[33].
- 2021 : Flexible rigidity, exposition avec Aki et Arnaud Cooren, Paris, Carpenters Workshop Gallery[34],[22].
- 2022 : The Female Voice in Modern Design. 1950-2000, New-York, Carpenters Workshop Gallery, commissaire d'exposition : Daniella Ohad[35].
- 2022 : Time travel, exposition collective, Paris, Carpenters Workshop Gallery[36].
- 2022 : L'Appartement d'Auguste Perret, exposition collective, Paris, Genius Loci[37].
- 2023 : Simone Prouvé. De fil et de lumière, Maison nationale des artistes, Nogent-sur-Marne[38].
- 2023-2024 : Chaleur humaine – Triennale Art & Industrie, FRAC Grand Large et LAAC Dunkerque – Hauts-de-France[39].

## Archives
- Fonds Simone Prouvé (1954-1969) [4 cahiers].  Cote : SPROU 1 - 4. Paris : Bibliothèque Kandinsky, Centre Pompidou (présentation en ligne).